# Carapancea, Giurgiu
Carapancea este un sat în comuna Răsuceni din județul Giurgiu, Muntenia, România. Satul se alfă în partea de vest a județului, în Câmpia Găvanu-Burdea.